# Johanna Morales
Johanna Morales es una actriz y productora venezolana nacida en Caracas el 23 de febrero de 1977.

## Filmografía

### Televisión
- El Comandante  / Teleset – RCN Televisión
- La ronca de oro / Caracol Televisión
- A corazón abierto / Tv Azteca
- Amor en custodia / Coprotagonista / Teleset – RCN Televisión
- La Inolvidable / Reparto / RCTV
- Aunque me cueste la vida / Reparto / RCTV
- Calipso / Protagonista / Venevisión Internacional
- Amantes de luna llena  / Estelar / Venevisión
- Más que amor, frenesí  / Coprotagonista / Venevisión - Univisión
- Engañada  / Co-Protagonista / Venevisión
- Cosita rica  / Invitada / Venevisión
- La Trepadora / Estelar / RCTV
- Mambo y canela / Protagonista / Venevisión

### Cine
- Venezzia  / DIr. Haik Gazarian
- El tinte de la fama / Dir. Alejandro Vellame
- Ya no existe / Dir. Silvia Lucero

### Teatro
- Le Prénom / Colombia Productora
- Bajo Terapia / Colombia Productora
- No sé si cortarme las venas o dejármelas largas/ Colombia Productora
- Toc Toc Colombia/Productora Johanna Morales
- Mujeres de par en par / Colombia Productora
- Amanecí como con ganas de morirme / Colombia Productora
- Meñique / Venezuela Productora
- El Sabichozo Meñique / Dir. Armando García – Héctor Clotet
- La vida es sueño / Dir. Héctor Clotet
- A la diestra de Dios Padre / Dir. Héctor Clotet
- Enésimo viaje Al Dorado / Compañía Española Guirigay & Grupo
- Rajatabla
- Lecturas dramatizadas: La gaviota, Casa de muñecas, El jardín de los cerezos.
- Secreto a voces / Texto: Toty Volmer
- Meñique / Productora general y actriz: Johanna Morales
- Hoy amanecí como con ganas de morirme / Productora: Johanna Morales